# Hermes Ludovisi

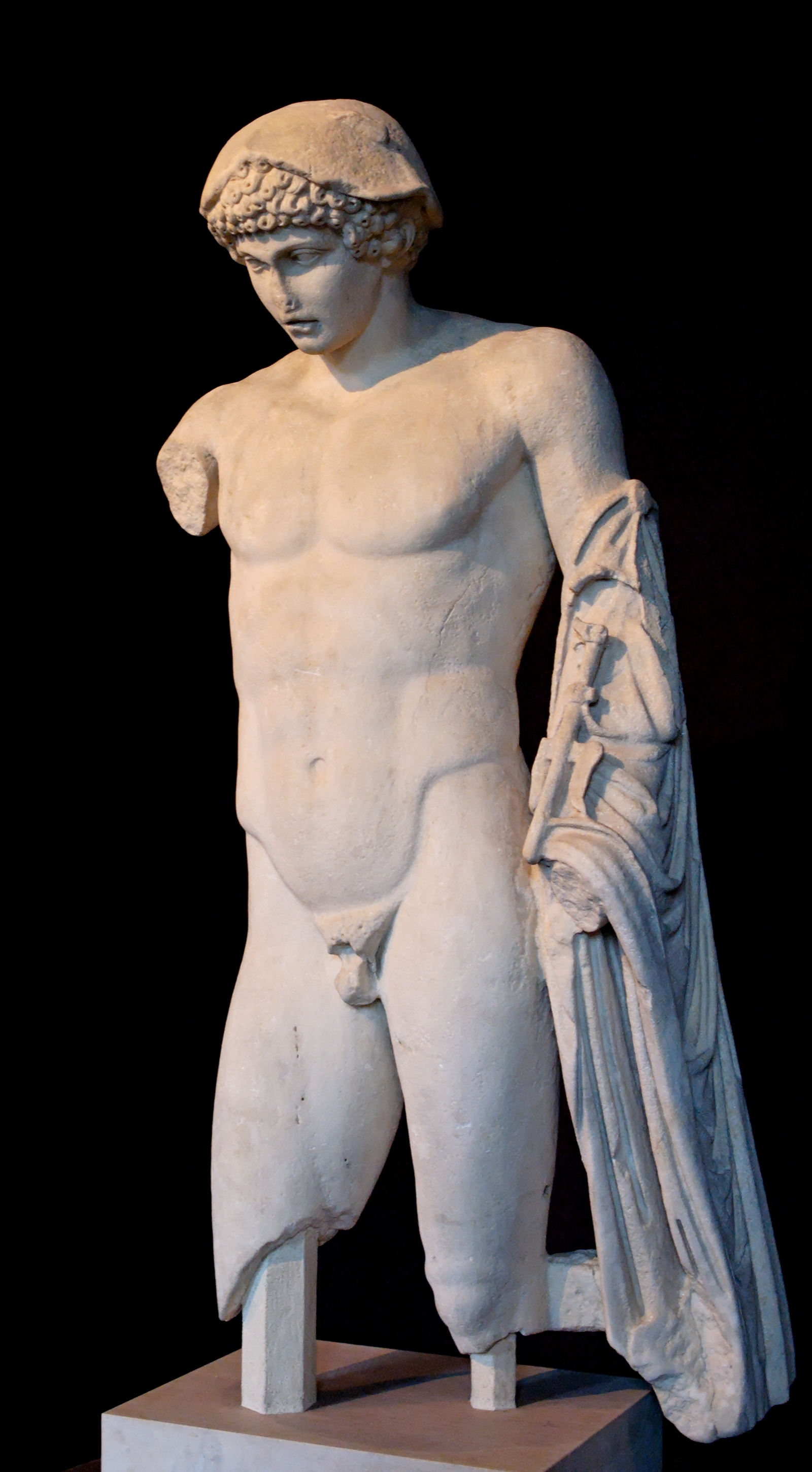
Hermes Ludovisi.

Hermes Ludovisi es una escultura helenística del dios Hermes en su forma de Hermes Psicopompo («guía del alma»). Está realizada en mármol itálico y es una copia romana del siglo I según un bronce original del siglo V a. C. que tradicionalmente se ha atribuido al joven Fidias.
Encontrado en Anzio, fue adquirido para la colección Ludovisi y actualmente se muestra en el Museo Nazionale Romano (Roma).